# 八木甫
八木 甫（やぎ はじめ、1937年3月29日 - 1996年6月18日）は日本の経済学者、翻訳家、経済ジャーナリスト。
専攻は現代経済分析。

## 略歴
東京都出身。1960年早稲田大学政治経済学部卒、東洋経済新報社勤務、1970年日本総合研究所主任研究員兼『季刊現代経済』編集室長。1985年松阪大学経済学部助教授、教授を歴任。

## 著書

### 単著
- 『「経済学」に何ができるか』PHP研究所,1982 [2]

### 翻訳
- 『襲われたヨーロッパ ドルの勝利と敗北』E.A.マクリアリー 荒川孝, 神尾昭男共訳.竹内書店,1967
- 『産業戦争の内幕』クリスチャン・ジュラン, オリヴィエ・ウディエット編著 ぺりかん社,1970
- 『ニュー・レフトの政治経済学 ラディカル・エコノミクスの展開』A.リンドベック 日本経済新聞社,1973
- 『現代の経済学者 5大エコノミストの栄光と苦悩』レオナルド・シルク 稲田献一共訳.日本経済新聞社,1978.4
- 『日曜日の経済学読本』L.シルク 日本経済新聞社,1980.3
- 『金融恐慌は再来するか くり返す崩壊の歴史』C.P.キンドルバーガー吉野俊彦共訳.日本経済新聞社,1980.6
- 『ヴェブレン:その人と時代』ジョセフ・ドーフマン CBS出版,1985.9
- 『ドリームメーカー 天才カー・クリエーター、デロリアンの野望』アイヴァン・ファロン, ジェームズ・スローデス 徳間書店,1986.1
- 『経済学の考え方 入門現代マクロ・ミクロの経済原理』モーリス・レヴィ 仁平耕一, 笠松学共訳.HBJ出版局,1987.4
- 『サービス・マネジメント革命 決定的瞬間を管理する法』K.アルブレヒト, R.ゼンケ HBJ出版局,1988.10
- 『入門経済思想史世俗の思想家たち』ロバート・L.ハイルブローナー 監訳.浮田聡,堀岡治男, 松原隆一郎, 奥井智之訳 HBJ出版局,1989 のちちくま学芸文庫
- 『繁栄の限界 1895〜1905年の大英帝国』アーロン・L.フリードバーグ 菊池理夫共訳.コーリウ生活文化研究室,1989.10
- 『隠された経済思想 資本主義経済の本質を求めて』ロバート・L.ハイルブローナー　HBJ出版局,1991.12
- 『経済の歴史と理論の発展 経済学の誕生から現代まで』ロジャー・バックハウス HBJ出版局,1992.9
- 『ガルブレイス その発想と人間ドラマ』ペキー・ラムソン プレジデント社,1992.12
- 『経済の法則 3つの波が予測する「グレート・ブームの時代」』ハリー・S.デント・ジュニア イースト・プレス,1993.4
- 『トピックスで学ぶ経済学』アンドリュー・リーク 素川博司共訳.HBJ出版局,1993.4
- 『アメリカという国 女優マリリンと大統領とマフィア』アデラ・グレゴリー, ミロ・スペリグリオ イースト・プレス,1996.11
- 『熱狂、恐慌、崩壊 金融恐慌の歴史』C.P.キンドルバーガー 吉野俊彦共訳.日本経済新聞社,2004.6.[2],[3]